# Misumenops xiushanensis
Misumenops xiushanensis är en spindelart som beskrevs av Song och Jian-yuan Chai 1990. Misumenops xiushanensis ingår i släktet Misumenops och familjen krabbspindlar. Inga underarter finns listade i Catalogue of Life.